# Astana Women’s Team/Saison 2018
Dieser Artikel listet den Kader und die Erfolge des Astana Women’s Team in der Straßenradsport-Saison 2018 auf.

## Team
| Teamkader 2018         | Teamkader 2018     | Teamkader 2018 | Teamkader 2018                  |
| Name                   | Geburtsdatum       | Land           | Vorheriges Team                 |
| ---------------------- | ------------------ | -------------- | ------------------------------- |
| Martina Alzini         | 10. Februar 1997   | Italien        | Alé Cipollini (2017)            |
| Sofia Beggin           | 12. Oktober 1997   | Italien        |                                 |
| Sofia Bertizzolo       | 21. August 1997    | Italien        |                                 |
| Amilija Iskakowa       | 29. März 1995      | Kasachstan     |                                 |
| Liliana Moreno         | 8. Juli 1992       | Kolumbien      | Team Proyecta Ingenieros (2017) |
| Letizia Paternoster    | 22. Juli 1999      | Italien        |                                 |
| Elena Pirrone          | 21. Februar 1999   | Italien        |                                 |
| Jeidy Pradera          | 17. Februar 1998   | Kuba           |                                 |
| Carolina Rodríguez     | 30. September 1993 | Mexiko         | Estado de México-Faren (2014)   |
| Natalja Saifutdinowa   | 11. Februar 1989   | Kasachstan     |                                 |
| Arlenis Sierra         | 7. Dezember 1992   | Kuba           | World Cycling Centre (2016)     |
| Machabbat Umitschanowa | 11. August 1994    | Kasachstan     | Astana BePink Womens (2014)     |
| Lara Vieceli           | 16. Juli 1993      | Italien        | Inpa-Bianchi (2016)             |
|                        |                    |                |                                 |
| Quelle: UCI            |                    |                |                                 |

## Erfolge
| Siege    | Siege                                                                  | Siege              | Siege  | Siege                | Siege |
| Datum    | Rennen                                                                 | Staat              | Klasse | Siegerin             |       |
| -------- | ---------------------------------------------------------------------- | ------------------ | ------ | -------------------- | ----- |
| 25. Apr. | Gran Premio della Liberazione                                          | Italien            | 1.2    | Letizia Paternoster  |       |
| 29. Apr. | Festival luxembourgeois du Cyclisme Féminin Elsy Jacobs, 2. Etappe     | Luxemburg          | 2.1    | Letizia Paternoster  |       |
| 29. Apr. | Festival luxembourgeois du Cyclisme Féminin Elsy Jacobs, Gesamtwertung | Luxemburg          | 2.1    | Letizia Paternoster  |       |
| 6. Mai   | PanAmerican Road Race Championships - Women RR                         | Argentinien        | CC     | Arlenis Sierra       |       |
| 19. Mai  | Tour of California - women, 3. Etappe                                  | Vereinigte Staaten | 2.WWT  | Arlenis Sierra       |       |
| 27. Jun. | Kazakhstan National Road Cycling Championships - Women ITT             | Kasachstan         | CN     | Natalja Saifutdinowa |       |
| 29. Jun. | Kazakhstan National Road Cycling Championships - Women RR              | Kasachstan         | CN     | Natalja Saifutdinowa |       |
| 13. Sep. | Tour Cycliste Féminin International de l’Ardèche, 2. Etappe            | Frankreich         | 2.1    | Arlenis Sierra       |       |
| 21. Okt. | Tour of Guangxi Women                                                  | China              | 1.WWT  | Arlenis Sierra       |       |
| 3. Nov.  | Vuelta Femenina Internacional a Costa Rica, 2. Etappe                  | Costa Rica         | 2.2    | Liliana Moreno       |       |
| 4. Nov.  | Vuelta Femenina Internacional a Costa Rica, Gesamtwertung              | Costa Rica         | 2.2    | Liliana Moreno       |       |